# Accademia degli Ereini

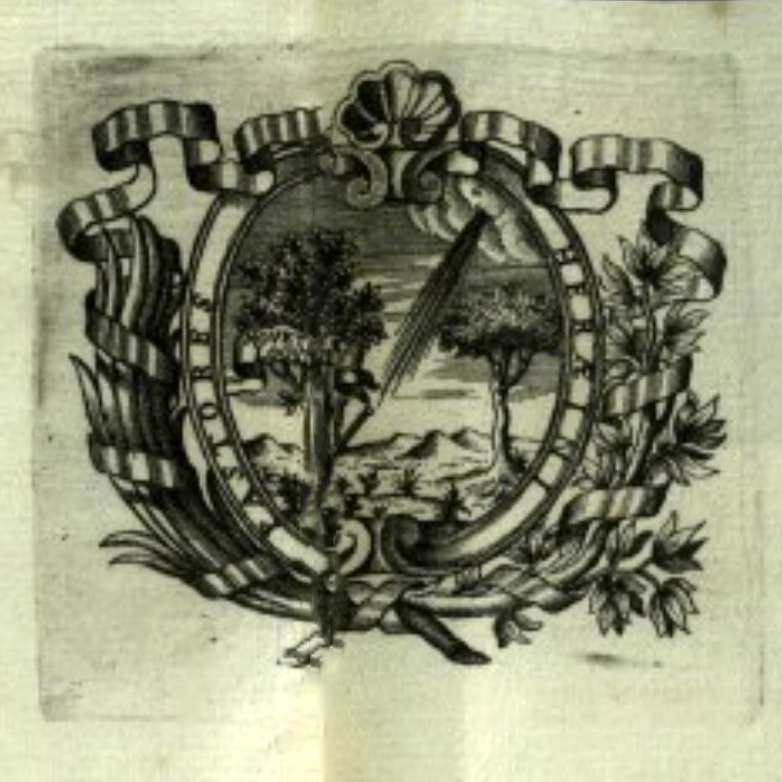
Stemma degli Ereini stampato sul diploma di nomina di Celestino Galiani.

L'Accademia dei nobili pastori Ereini fu un'accademia letteraria fondata a Palermo nel 1730 da un gruppo di eruditi tra cui Federico di Napoli Principe di Resuttano, Giovanni Baldanza, Arcangelo Leanti e Lorenzo Migliaccio.
L'Accademia ebbe sede nella villa del principe Federico Napoli e alla sua morte, nel 1736, in casa di Bernardo Montaperto principe di Raffadali per poi far ritorno, nel 1766, in casa del principe di Resuttana.
L'Accademia, creata su modello dell'Arcadia, era distinta in tre Classi: i Pastori, le Ninfe e i Candidati. Venivano definiti Pastori  tutti coloro i quali avessero superato il vuntunesimo anno d'età; Ninfe erano le donne letterate a cui era comunque vietata la partecipazione alle adunanze ma era loro permesso di inviare i propri componimenti da far leggere agli altri pastori; Candidati erano invece definiti tutti coloro che non avendo ancora compiuto il ventunesimo anno e aspiravano alla carica di pastore. Vi furono ammessi anche lo storiografo e filologo Ludovico Antonio Muratori con il nome di Academo Larisseo e il drammaturgo Scipione Maffei con il nome di Quirinto Adigeo. L'Accademia si estinse pochi anni dopo il ritorno in casa dei Resuttana, dopo il 1766.

## Membri degli Ereini[4]
- Federico di Napoli Principe di Resuttano col nome ereino di Alcimedonte Liceo, Fondatore e Arcipastore
- Ludovico Antonio Muratori col nome ereino di Academo Larisseo
- Lorenzo Migliaccio col nome ereino di Aci Polibio, Fondatore
- Girolamo Filangeri col nome ereino di Adelfo Megalisto
- Celestino Galiani con il nome areino di Cratone Eladio (eletto Pastore il 3 novembre 1736)
- Domenico Caracciolo della Compagnia di Gesù col nome ereino di Alasto Umbronio
- Giovanni Baldanza col nome ereino di Zenodoto Abelio, Fondatore
- Scipione Maffei col nome ereino di Quirinto Adigeo
- Arcangelo Leanti col nome ereino di Silvino Adoinio, Fondatore
- Antonio Mongitore col nome ereino di Mopso Triseldo
- Alessandro Vanni principe di San Vincenzo col nome ereino di Alarco Filomene, Fondatore